# Disambiguierung
Disambiguierung (von lateinisch dis- „zer-, un-, auseinander“, und ambiguus „doppeldeutig, uneindeutig“) oder Begriffsklärung bezeichnet in der Sprachwissenschaft die Auflösung sprachlicher Mehrdeutigkeit (Ambiguität). Dabei wird für ein Wort oder einen Ausdruck in seinem Kontext eine eindeutige Bedeutung durch syntaktische oder semantische Zuordnung hergestellt (im Unterschied zu einer Begriffserklärung). Je nach Arbeitsfeld oder Theorie in Semiotik und Sprachwissenschaft finden sich weitere vergleichbare Bezeichnungen wie Monosemierung (Eindeutigmachung) oder Entambiguisierung (Vereindeutigung).

## Allgemein
Wörter und Ausdrücke sind selten eindeutig. Sie haben meist mehrere Bedeutungen, die nur in einem bestimmten Zusammenhang sofort klar sind (siehe Unterscheidung von Bezeichnung und Begriff). Der Leser oder Hörer eines Textes hat bei fehlenden Kontextangaben verschiedene Interpretationsmöglichkeiten. So kann ein „Band“ ein Buch sein (Buchband), oder ein Buch aus einer Reihe von Büchern, oder ein Kleidungsstück (Textilband) oder ein Verpackungsmaterial (Klebeband). In der Sprachwissenschaft werden vor diesem Hintergrund Verfahren entwickelt, die Ausdrücke für das Verständnis eindeutiger machen sollen. Ein solches Verfahren wird Disambiguierung genannt. In der Sprachwissenschaft werden dabei nicht nur einzelne Zeichen, Wörter und Ausdrücke auf ihre Mehrdeutigkeit untersucht, sondern auch einzelne Sätze und ganze Texte, aber ebenso Gestiken und Mimiken. Die Faktoren der Mehrdeutigkeit können dabei auch mit dem Medium zusammenhängen – etwa in Textform eines Zeitungsartikels, als Nachrichtentext im Radio, als Rede eines Politikers im Fernsehen. Je komplexer der untersuchte Gegenstand beispielsweise in seiner Ausdrucksformen oder seinen Lesarten ist, umso komplexer werden unter Umständen die Mehrdeutigkeiten. So kann es sich nicht nur um eine austauschbare und variierbare Bezeichnung handeln, bei der sich der Sprecher entscheidet, ob er Weide, Wiese oder Grünfläche für das verwendet, was er betrachtet, sondern um komplexe Formen der Bedeutung wie Poesie, Mythos und Ideologie. Hier müssen zur Disambiguierung dann oft nicht nur eine Anzahl nebeneinander liegende Bedeutungen unterscheidbar gemacht werden, sondern häufige ganze Bedeutungsschichten.

### Beispiele für Mehrdeutigkeiten
Mythos Rose
Roland Barthes erläutert am Beispiel des Wortes „Rose“ eine Dreiteiligkeit der Bezeichnung:

„Man denke an einen Rosenstrauß: ich lasse ihn meine Leidenschaft bedeuten. Gibt es hier nicht doch nur ein Bedeutendes und ein Bedeutetes, die Rose und meine Leidenschaft? Nicht einmal das, in Wahrheit gibt es hier nur die ‚verleidenschaftlichten‘ Rosen. Aber im Bereich der Analyse gibt es sehr wohl drei Begriffe, denn diese mit Leidenschaft besetzten Rosen lassen sich durchaus und zu Recht in Rosen und Leidenschaft zerlegen. Die einen ebenso wie die andere existierten, bevor sie sich verbanden und dieses dritte Objekt, das Zeichen, bildeten. Sowenig ich im Bereich des Erlebens die Rosen von der Botschaft trennen kann, die sie tragen, so wenig kann ich im Bereich der Analyse die Rosen als Bedeutende den Rosen als Zeichen gleichsetzen: das Bedeutende ist leer, das Zeichen ist erfüllt, es ist ein Sinn.“

Roland Barthes liefert hier einen sprachtheoretischen oder semiotischen Hintergrund, der die verschiedenen Elemente des Ausdrucks „Rosenstrauß“ als Begrifflichkeiten für die semiotische Analyse herausstreicht:
1. das Bedeutende (Rosenstrauß)
2. das Bedeutete (Leidenschaft)
3. das Zeichen (die „verleidenschaftlichten“ Rosen)

Das Problem der Verdeutlichung kann so befragt werden: Wann ist ein Rosenstrauß lediglich ein Blumengebinde? Wann ist ein Rosenstrauß ein Ausdruck für eine Liebesbekundung? Im letzten Fall handelt es sich dann um einen Mythos oder um eine mythische Aussage.
Möchte jemand mit einem Rosenstrauß ihre Leidenschaft ihrem Geliebten bekunden, so hat der Rosenstrauß für die Anbetende einen Sinn – nach dem Motto, „das ist Liebe“. Für den Angebeteten kann die Möglichkeit bestehen, dass der Rosenstrauß für ihn keinen Sinn hat, jedenfalls nicht unbedingt den Sinn, ihn als Zeichen einer Liebesbekundung empfangen zu haben. Der Rosenstrauß kann für ihn einen gänzlich anderen Sinn haben oder ein anderes Zeichen darstellen. Das geschieht in dem Fall, wenn er das Zeichen seiner Geliebten missversteht. So könnte er den Strauß als eine Aufforderung verstehen, seine Mutter zu besuchen, oder als einen Einkaufsgegenstand, den er unter Umständen widerwillig auf seinem Schreibtisch wiederfindet. Die Leistung der Disambiguierung wäre hier, die Verständigung zwischen Liebender und Geliebten eindeutig zu gestalten. Die Sprachwissenschaft kann hier nach den Gründen des Missverständnisses fragen. Eine Begründung können festgelegte gesellschaftliche Normen sein. So kann es in einer Gesellschaft ungewöhnlich sein, dass eine Frau einem Mann Blumen als Zeichen ihrer Gefühle schenkt.
Abhängigkeit der Bedeutung nach der Uhrzeit
Ob der Satz „Lassen Sie uns zusammen Essen gehen“ übersetzt werden soll mit Let’s have lunch together oder als Let’s have dinner together, hängt von der Uhrzeit ab. Bei Übersetzungsprogrammen wird dabei auch die Uhrzeit des PC-Systems berücksichtigt und entsprechend alternativ übersetzt: um 13h mit lunch, um 17h mit dinner.

### Verdeutlichungskriterien
Die Komplexität von Sprache hat Auswirkungen auf die Auswahl der Kriterien, nach denen Bedeutungen unterschieden werden. So kann keine allgemeine Formel angewandt werden – zum Beispiel kein universeller Disambiguierungsalgorithmus. Stattdessen wird wie in der Sprachtechnologie nach Evidenzen geforscht, die aus den einzelnen „Wissensquellen“ erschlossen werden. Dabei werden auch miteinander konkurrierende Interpretationen in Beziehung gesetzt. Auch eine bessere und umfangreichere Eingabe von Informationen kann die Auswahl der Bedeutung erleichtern. Bei der Spracherkennung können zusätzlich zu den akustischen Informationen Videoaufnahmen als Informationsquelle genutzt werden. Die sogenannte „Multimodalität“ wird dabei durch das Lippenlesen verbessert.

### Wechselseitige Disambiguierung
Speziell in der Sprachtechnologie können nicht nur durch Spracherkennung und Lippenlesen, sondern auch durch Gestikerkennung, Mimikerkennung und Prosodieerkennung verschiedene Informationen miteinander fusioniert werden, um dann dem Prozess der "Referenzauflösung und Disambiguierung" zugeführt zu werden. Als Ergebnis dieser wechselseitigen Disambiguierung liefert diese Technologie eine Repräsentation der Bedeutung aus verschiedenen Arten und Weisen der Informationsaufnahme und den anschließenden Verfahren der Disambiguierung.

## Anwendungsfelder
In der Lexikologie wird dieses Verfahren bei den Strukturierungen des Wortschatzes angewandt. In der Semiotik werden Mehrdeutigkeiten nicht nur in der Syntax, Semantik, Pragmatik eines Textes untersucht, sondern vor allem auf der Ebene der Zeichen und Symbole. In den Kommunikationswissenschaften wird die Fähigkeit zur Differenzierung von Bedeutungen als ein Kompetenzmerkmal betrachtet (siehe dazu auch Sprachliche Kompetenz nach Chomsky). Konkrete Anwendung der Forschungsergebnisse zur Disambiguierung finden sich auch in der Entwicklung von Sprachprogrammen und Übersetzungsprogrammen.

### Lexikologie

Äquivokation, Homonymie und Polysemie

Hier werden sprachliche Mehrdeutigkeiten durch ausdrückliche Zuordnung und alternative Möglichkeiten der sprachlichen Zuordnung aufgehoben. So existieren zu dem Ausdruck Behausung die Alternativen Villa, Wohnung, Hütte und eine Vielzahl weiterer Ausdrücke. Mehrdeutige Ausdrücke, in der Lexikologie mehrdeutige Lexeme genannt, lassen sich in Polyseme und Homonyme unterscheiden.
Ein Verfahren der Begriffsklärung oder Disambiguierung ist im Falle einer Homonymie, die unterschiedliche Betonung eines Ausdrucks hervorzuheben. Das trifft zum Beispiel auf das Wort modern zu; es kann je nach Betonung unterschieden werden in modern mit der Betonung wie in dem Satz „Müll, der vor sich hin modert“, oder in modern wie in dem Satz „Sie liebt es, sich modern zu kleiden“. Der Fachausdruck für eine sich hier überschneidende Bedeutung bei modern lautet „unverträgliche Lexemverbindungen“. Im Beispiel modern kann nicht nur die Betonung als Mittel der Disambiguierung bei unverträglichen Lexemverbindungen angewendet werden, sondern auch die Methode des expliziten Ausformulierens. So kann der Ausdruck „Fabrik“ unterschiedliche Bedeutungen aufzeigen, wenn wie folgt ausformuliert wird: a) „Mutter geht um 6 Uhr in die Fabrik“ (Fabrik als Arbeitsstätte) b) „Die Fabrik streikt“ (Fabrik als die Arbeiter und Arbeiterinnen). In diesem Fall handelt es sich um das Problem der Polysemie. Das Problem im Fall des Ausdrucks „Fabrik“ ist hier auch kein sprachliches, das durch die Betonung gelöst werden kann, sondern es ist ein strukturelles. Strukturelle Mehrdeutigkeiten verweisen auf eine unterschiedliche Tiefenstruktur.
Auf lexikalischer Ebene dient der Ausschluss unverträglicher Lexemverbindungen der Disambiguierung. Nach Theodor Lewandowski ist das Ziel der Disambiguierung einen Ausdruck in seiner Sprecherintention verständlicher zu machen. Der Ausdruck wird dabei in Beziehung gesetzt zu seinem Kontext, dem kommunikativen Zusammenhang, der Kommunikationssituation und seiner „Referenzbeziehung“ beziehungsweise dem „Denotatswissen“ oder „Weltwissen“.